# Victor Pickard
Victor Pickard, född 23 oktober 1903, död 11 januari 2001, var en friidrottare från Kanada. Han deltog vid olympiska sommarspelen 1924 och olympiska sommarspelen 1928.